# Vissel Kobe
Vissel Kobe (jap. ヴィッセル神戸 Visseru Kōbe) – japoński klub piłkarski, grający obecnie w pierwszej lidze – J1 League, mający siedzibę w mieście Kobe, leżącym na wyspie Honsiu.
Nazwa „Vissel” jest kombinacją angielskich słów „vessel” (okręt) i „victory” (zwycięstwo), co ma symbolizować portowy charakter miasta Kobe.

## Historia
Klub został założony w 1966 roku jako półprofesjonalny pod nazwą Kawasaki Steel Soccer Club i mający siedzibę w mieście Kurashiki. W 1994 roku miasto Kobe podpisało umowę z koncernem Kawasaki Steel o przeniesieniu klubu do tego miasta. Zmieniono wówczas nazwę na Vissel Kobe, a zespół przyłączył się do rozgrywek profesjonalnej J-League.
W 1995 roku Vissel zaczął występować w rozgrywkach Japan Football League, czyli szczebel niżej niż J-League. Wtedy też zespół przejęła sieć supermarketów Daiei. Po roku firma zrezygnowała ze sponsorowania klubu. W 1996 roku Vissel zajął 2. miejsce w JFL i awansował do J-League, w którym grał od 1997 roku. Nigdy jednak nie walczył o mistrzostwo kraju z powodu braku wielkich sponsorów i inwestorów. W 2003 roku przeżywał kłopoty finansowe, a w styczniu 2004 został sprzedany firmie Crimson Group, której prezesem jest rodowity mieszkaniec Kobe, Hiroshi Mikitani. Pierwszym nabytkiem zespołu w tamtym sezonie był Turek İlhan Mansız, jednak rozegrał on tylko trzy spotkania z powodu kontuzji kolana. Mikitani postanowił zmienić barwy klubowe z czarno-białych na purpurowe, czyli barwy Crimson Group.
W 2004 roku Vissel zajął 13. miejsce w lidze, ale rok później był ostatni na 18 zespołów i spadł do drugiej ligi J-League. W niej spędził rok i był to jego jedyny sezon na zapleczu pierwszej ligi w historii klubu. Zajął 3. miejsce i powrócił w szeregi pierwszej ligi, dzięki wygranym barażom z Avispą Fukuoka. 
W 2023 roku zdobył po raz pierwszy tytuł mistrza Japonii (J1 League), obroniła go w 2024.

## Sukcesy
- Mistrz Japonii (J1 League; 2): 2023, 2024
- Zdobywca Pucharu Cesarza (1): 2019
- Zdobywca Superpucharu Japonii (1): 2020

## Reprezentanci kraju grający w klubie (od czasu utworzenia J-League)
- Ryuji Bando
- Chikara Fujimoto
- Kentaro Hayashi
- Takashi Hirano
- Tomoyuki Hirase
- Shoji Jo
- Keiji Kaimoto
- Hiromi Kojima
- Yusuke Kondo
- Hisashi Kurosaki
- Shota Matsuhashi
- Ryuji Michiki
- Atsuhiro Miura
- Kazuyoshi Miura
- Tsuneyasu Miyamoto
- Shigeyoshi Mochizuki
- Shigeru Morioka
- Masayuki Okano
- Yoshito Okubo
- Tomoyuki Sakai
- Matthew Bingley
- Bismarck
- Oseas
- Roger
- Pavel Horváth
- Ivo Ulich
- Michael Laudrup
- Patrick M’Boma
- Choi Sung-yong
- Ha Seok-ju
- Kim Do-hoon
- Kim Nam-il
- Park Kang-jo
- Budimir Vujačić
- Thomas Bickel
- İlhan Mansız

## Znani piłkarze (byli lub obecni)
- Lukas Podolski
- Andrés Iniesta
- David Villa

## Trenerzy od 1997 roku
| Manager           | Nat.      | Tenure            |
| ----------------- | --------- | ----------------- |
| Stuart Baxter     | Anglia    | 1997              |
| Hiroshi Katō      | Japonia   | 1997              |
| Benito Floro      | Hiszpania | 1998              |
| Ryōichi Kawakatsu | Japonia   | 1999-2002         |
| Hiroshi Matsuda   | Japonia   | 2002              |
| Hiroshi Soejima   | Japonia   | 2003              |
| Ivan Hašek        | Czechy    | 2004              |
| Hiroshi Katō      | Japonia   | 2004              |
| Hideki Matsunaga  | Japonia   | 2005              |
| Émerson Leão      | Brazylia  | 2005              |
| Pavel Řehák       | Czechy    | 2005              |
| Stuart Baxter     | Anglia    | 2006              |
| Hiroshi Matsuda   | Japonia   | 2006-2008         |
| Caio Júnior       | Brazylia  | 2008-2009         |
| Masahiro Wada     | Japonia   | 2009 (tymczasowy) |
| Toshiya Miura     | Japonia   | 2009-2010         |
| Masahiro Wada     | Japonia   | 2010-2012         |
| Ryō Adachi        | Japonia   | 2012 (tymczasowy) |
| Akira Nishino     | Japonia   | 2012              |
| Ryō Adachi        | Japonia   | 2012 (tymczasowy) |
| Ryō Adachi        | Japonia   | 2013-2014         |
| Nelsinho Baptista | Brazylia  | 2014-2017         |
| Takayuki Yoshida  | Japonia   | 2017-             |